# Природний територіальний комплекс

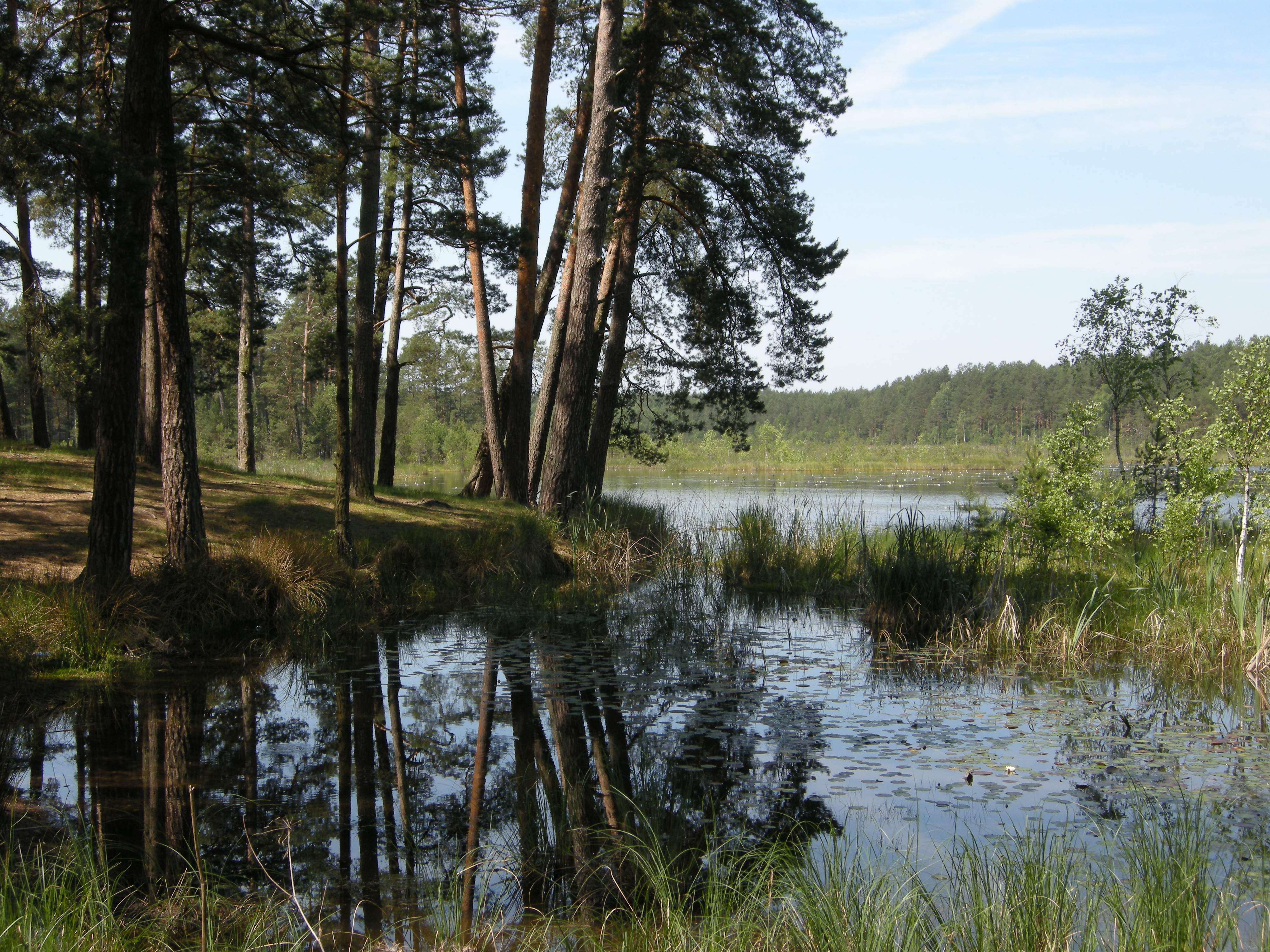
Святе озеро, Хмельницька область

Приро́дний територіа́льний ко́мплекс (ПТК) — це територія, якій притаманна певна єдність природи, зумовлена спільним походженням та історією розвитку, своєрідність географічного положення і діючі в її межах сучасні процеси. Одночасно ПТК — це закономірне поєднання географічних компонентів або комплексів нижчого рангу, що утворюють системи різних рівнів — від географічної оболонки до фації.
У географії терміни природний територіальний комплекс, природно-територіальний комплекс, біогеоценоз, екосистема зазвичай вважають синонімами.
Приро́дно-територіа́льний ко́мплекс — це частина земної поверхні з відносно однорідними, однотипними природними умовами, які сформувалися в результаті тривалої взаємодії природних компонентів.
В акваторіях формуються природно-аквальні комплекси (ПАК).
Основний природно-територіальний комплекс — це ландшафт. Найпростіший ПТК — фація. Послідовно розташовані на схилах або навколо водоймищ елементарні ПТК — катени.
ПТК за властивостями і внутрішньою структурою дуже різноманітні: від невеликих (схил яру, долина маленької річки) до таких, що охоплюють значну площу, наприклад географічна оболонка; від простих за внутрішньою будовою до складних. Усім ПТК властиві загальні риси:
- цілісність;
- підпорядкованість, тобто певна залежність від природного комплексу вищого порядку;
- переважання якогось одного або кількох природних процесів, які відбуваються у природно-територіальному комплексі;
- постійний обмін речовиною і енергією між компонентами ПТК.

## Чинники формування
У формуванні ПТК беруть участь зональні й азональні чинники. У результаті їхньої діяльності утворюються зональні ПТК (наприклад, географічні пояси та природні зони) й азональні (наприклад, фізико-географічні країни, фізико-географічні області). найібльші ПТК — це материки і океани.
ПТК бувають повні (з 6 компонентів) і неповні (з меншої кількості компонентів [в межах однієї сфери, наприклад водний біоценоз]).

## План опису ПТК
1. Географічне положення (в тому числі кордони);
2. «Візитна картка»;
3. Літогенний компонент (N-Q);
4. Кліматогенний компонент;
5. Гідрогенний компонент;
6. Біогенний компонент (флора і фауна): а) продуценти, б) консументи 1-го порядку; в) консументи 2-го порядку.
7. Антропогенний компонент;
8. Ґрунти (дзеркало ландшафту);
9. Закономірності географічної диференціації — широтна зональність і висотна поясність;
10. Природно-ресурсний потенціал;
11. Географічні наслідки («ну і що?»).

## Взаємодія компонентів ПТК

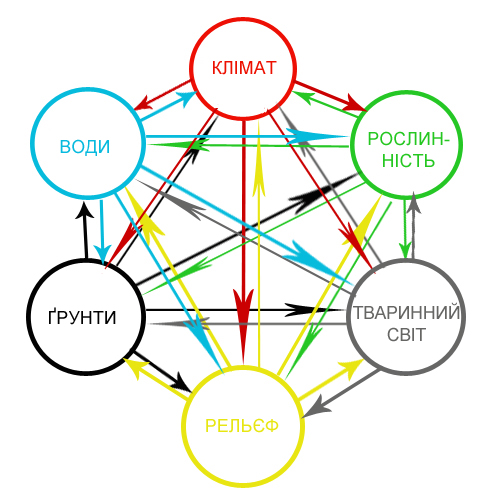

| Рельєф - з кліматом - з водами - з ґрунтами - з рослинністю - з тваринним світом | Води - з рельєфом - з кліматом - з ґрунтами - з рослинністю - з тваринним світом | Ґрунти - з рельєфом - з кліматом - з водами - з рослинністю - з тваринним світом | Рослинність - з рельєфом - з кліматом - з водами - з ґрунтами - з тваринним світом | Тваринний світ - з рельєфом - з кліматом - з водами - з ґрунтами - з рослинністю |